# Radio Birikina
Radio Birikina è un'emittente radiofonica interregionale italiana che copre le aree di Veneto, Friuli-Venezia Giulia, Trentino, Emilia-Romagna, Toscana, Lombardia, Piemonte, Umbria, parte del Lazio e Campania.
Alla diffusione radiofonica, dal 2020, viene affiancata quella televisiva con Radio Birikina TV.
La concessionaria della pubblicità nazionale è affidata a Digitalia '08.

## Storia
Radio Birikina è stata fondata il 10 luglio 1989 da Roberto Zanella e si caratterizza per una programmazione del palinsesto ampiamente basata su un servizio di segreteria telefonica che registra le richieste degli ascoltatori, secondo il principio del juke-box. La sede di Radio Birikina è a Castelfranco Veneto, in provincia di Treviso. Si estende su oltre 2000 metri quadri e, all'interno, c'e un piccolo museo della radio dove si possono vedere alcune delle apparecchiature usate per le trasmissioni, tra cui oltre 20 coloratissimi juke-box d'epoca, giradischi, mangiadischi, registratori a nastro e registratori multitraccia analogici e digitali.
Nel corso degli anni gli ascolti sono andati in crescendo fino ad arrivare, nel 2007, a superare la media di 500.000 ascoltatori giornalieri rilevati. Ad oggi, nel 2022, la crescita si è rafforzata arrivando a 624.000 ascoltatori medi al giorno e a 1.689.000 ascoltatori settimanali segnalati.
Inoltre Radio Birikina è sbarcata nel web con numeri che si aggirano intorno ai 150.000 ascolti mensili in streaming.
Nel sito web di Radio Birikina, potete vedere tutte le frequenze in FM, in DAB e relative coperture, con una rete capillare di impianti che coprono perfettamente anche le valli più difficili da coprire con il segnale FM. Nelle province di Trento, Firenze, Prato, Pistoia, Arezzo, Perugia, Roma, Napoli e Caserta si può ascoltare Radio Birikina sul DAB in digitale. 
Da marzo 2022 Radio Birikina è presente in FM in tutta la Lombardia, nelle province di Novara, Vercelli, Biella, Piacenza sulla frequenza 97.1, in precedenza della vecchia Gammaradio Milano. Da novembre 2022, sempre in FM, è ascoltabile anche a Sanremo, Agropoli nell'area di Angillara Sabazia e lago di Bracciano.
Da novembre 2024 si espande in quasi tutto il Piemonte con le frequenze acquisite da Radio Veronica One, in particolare i 93.6 di Torino.

## I programmi
Radio Birikina, nell'arco delle 24 ore, riserva senza soste i propri spazi di musica agli ascoltatori che possono richiedere le canzoni. Tuttavia offre anche un bouquet di rubriche che sono brevi ed originali parentesi alla preminenza della segreteria telefonica. 
"Remembering" racconta la vita degli artisti, dalla loro storia ai grandi eventi di cui sono stati protagonisti. 
Con il "Birikina Day", con cadenza oraria, per un'intera giornata, vengono suonate le hit dei grandi artisti di tutti i tempi.
"Le Interviste". In diretta le voci degli artisti di ieri e di oggi che si raccontano al pubblico e con esso interagiscono.
"La Mattonella" è un vero e proprio album di famiglia che raccoglie ricordi di concerti, lettere, foto e locali degli anni sessanta, settanta e ottanta.
"Stile Senza Tempo" è un emozionante collage di frammenti degli anni ’60 che fanno parte della storia.

### L'informazione
Dal 2004 Radio Birikina svolge servizio di informazione dalle sedi istituzionali (Parlamento, Regioni) con un proprio team di giornalisti, ed è presente ai principali eventi culturali (Festival di Sanremo, Mostra di Arte Cinematografica di Venezia, Fieracavalli, Vinitaly). I corrispondenti presenti a Roma sono il punto di riferimento per l'informazione politica e contribuiscono alla produzione dei radiogiornali (insieme all'altro marchio denominato Radio Bella&Monella), con cadenza oraria, sempre aggiornati. Analogamente, per Radio Birikina TV, l'informazione consta delle immagini e delle interviste ai più importanti personaggi della politica, dello sport e della cultura.

## Ieri Oggi e Sempre
Radio Birikina ha anche un format live che, fedele al suo modo di essere, mescola gli artisti del passato con le nuove voci.
Tra i partecipanti del tour Mal, Dik Dik, Michele, Giuliano dei Notturni, Dino, Ivan Cattaneo, Bobby Solo.

## Festival Show
Nel 2000, insieme all'emittente radiofonica Radio Bellla & Monella, inaugura il Festival Show, evento musicale estivo condotto ogni anno da una diversa presentatrice. Per vent'anni, fino al 2019 ha fatto tappa in città importanti e località di villeggiatura portando in scena, con una ragguardevole produzione, uno spettacolo che ha miscelato sapientemente musica, ballo, vari ingredienti di spettacolo e divertimento. Il direttore di produzione era Paolo Baruzzo. 
Durante le serate si esibivano big e giovani, questi ultimi scelti dopo una serie di provini in tutta Italia. A far da giuria per le selezioni nel corso degli anni si sono alternati Mara Maionchi, Roby Facchinetti, Stefano D'Orazio, Adriano Pennino, Cristiano Malgioglio, Mogol, Fio Zanotti, Dodi Battaglia, Red Ronnie, Luca Chiaravalli, Leopoldo Lombardi e Francesco Facchinetti. Le finali delle edizioni 2014, 2015, 2016 e 2017 si sono svolte all'Arena di Verona registrando puntualmente il sold-out.

### Edizioni
| Edizione | Periodo                       | Tappe | Conduzione                        | Cantanti partecipanti |
| -------- | ----------------------------- | ----- | --------------------------------- | --- |
| 1ª       | 2000                          | 10    | Jo Squillo                        | |
| 2ª       | 2001                          | 15    | Simona Tagli                      | |
| 3ª       | 2002                          | 11    | Emanuela Folliero                 | |
| 4ª       | 2003                          | 13    | Gisella Donadoni                  | Ivana Spagna, Scialpi, Yu Yu, Los Locos, Moony, Gatto Panceri, Anna Tatangelo, La Finn, Andrea Mingardi, Roberto Angelini, Paolo Meneguzzi, Velvet, Pooh |
| 5ª       | 2004                          | 15    | Gisella Donadoni                  | |
| 6ª       | 2005                          | 12    | Elenoire Casalegno                | D.J. Francesco, Marco Masini, Bobby Solo, Drupi e Maria, Paola & Chiara, Paolo Meneguzzi, Franco Califano, Peppino Di Capri, Marco Masini, Spagna, Andrea Mingardi, Alan Sorrenti, Anna Tatangelo, Los Locos, Max De Angelis, 2 Black, Flaminio Maphia, Neja, Bobby Solo, Drupi, Rettore |
| 7ª       | 2006                          | 10    | Hoara Borselli                    | I Ribelli, Umberto Napolitano, Bobby Solo, Anna Tatangelo, Los Locos, Éva Henger, Mercédesz Henger, Gigi Finizio, Paolo Mengoli, Solange, Marco Ferradini |
| 8ª       | 2007                          | 13    | Barbara Chiappini e Ela Weber     | Marisa Sannia, Donatello, Paolo Mengoli, Krisma, i New Trolls, Al Bano, Franco dei Califfi, Sandro Giacobbe, Drupi, Mango, Andrea Mingardi, Marcella e Gianni Bella, Annalisa Minetti, PiQuadro, Gemelli Diversi, Simone Cristicchi, Michele Zarrillo, Umberto Tozzi, Gianni Togni, Righeira, Leda Battisti, Gerardina Trovato, Massimo Bubola, Renato dei Profeti, Francesco Facchinetti, Mal, Éva Henger |
| 9ª       | 2008                          | 12    | Stefania Orlando                  | Alexia, Albano, Armonium, Iva Zanicchi, Amedeo Minghi, Maurizio Vandelli, Dik Dik, Alan Sorrenti, The Rockets, Sir Oliver Skardy & Farenheit 451, George Aaron, Porfirio Rubirosa, Valeria Vaglio, Alberto Selly, Intermedia, Giò di Tonno & Lola Ponce, Demis Roussos, Anna Tatangelo, Paolo Belli, Silvia Mezzanotte, Riccardo Fogli, Den Harrow. Sonohra, Amanda Lear, Michele Zarrillo, Mario Rosini, Mal, Delirium, Stefano Centono, Yano |
| 10ª      | 2009                          | 11    | Matilde Brandi                    | Al Bano, Amanda Lear, Pupo, Milva, Spagna, Zero Assoluto, Mango, Studio 3, Dolcenera, Umberto Tozzi, Lola Ponce, Giò di Tonno, Fabrizio Moro, Malika Ayane, Sugarfree, Pacifico, Arisa, Marco Masini, Paolo Meneguzzi, Anna Tatangelo, Daniele Battaglia, Lost, Paolo Belli |
| 11ª      | 2010                          | 9     | Veronica Maya                     | Al Bano, Pupo, Milva, Spagna, Mango, Tony Maiello, Umberto Tozzi, Fabrizio Moro, Arisa, Paolo Meneguzzi, Lost |
| 12ª      | 26 giugno - 6 settembre 2011  | 10    | Lola Ponce                        | Noemi, Francesco Renga, Stadio, Dolcenera, Paolo Belli, Zero Assoluto, Povia, Matia Bazar, Nathalie, Anna Tatangelo, Paolo Meneguzzi, Syria, Virginio, Luca Barbarossa, Jalisse, Matteo Becucci, Luisa Corna, Francesca Macrì, Mario Venuti, Simonetta Spiri e Matteo Amantia. |
| 13ª      | 29 giugno - 6 settembre 2012  | 10    | Serena Autieri                    | Annalisa, Marco Mengoni, Gianluca Grignani, Mario Venuti, Dolcenera, Marco Masini, Enrico Ruggeri, Michele Zarrillo, Sonohra, Paola Turci, Marina Rei, Moody, Povia, I Nomadi, Fabrizio Moro, Francesca Michielin, Noemi, Emma, Marco Carta, Pierdavide Carone, Gigliola Cinquetti, Bobby Solo, Marcella Bella, Ricchi e Poveri. |
| 14ª      | 30 giugno - 10 settembre 2013 | 10    | Luisa Corna                       | Max Pezzali, Alex Britti, Annalisa, Malika Ayane, Ron, Cristiano De André, Loredana Errore, Max Gazzè, Umberto Tozzi, Paolo Belli in duo con Andrea Mingardi, I Nomadi, Mario Venuti, Paola & Chiara, Simonetta Spiri, Matteo Becucci, Marta sui Tubi, Almamegretta, Alexia, i protagonisti del musical Romeo e Giulietta, Antonino, Elhaida Dani, Bastard Sons of Dioniso, Camaleonti, Dik Dik. |
| 15ª      | 22 giugno - 14 settembre 2014 | 10    | Laura Barriales                   | Arisa, Valerio Scanu, Ivana Spagna, Dolcenera, I Nomadi, Michele Bravi, Patty Pravo, Elen Levon, Bobby Solo, Simona Molinari, Renzo Rubino, Annalisa, Noemi, Marco Carta, Al Bano, Tiromancino, Paolo Belli, Alexia, Sagi Rei, Enrico Ruggeri. |
| 16ª      | 27 giugno - 9 settembre 2015  | 8     | Giorgia Palmas                    | Bianca Atzei, Moreno, Valerio Scanu, Alexia, Paolo Belli, Rakele, Omar Pedrini |
| 17ª      | 24 giugno - 13 settembre 2016 | 9     | Lorena Bianchetti e Adriana Volpe | Valerio Scanu, Simonetta Spiri feat. Greta Manuzi, Verdiana e Roberta Pompa, Irene Fornaciari, Briga, Loredana Bertè, Enrico Ruggeri, Chiara Grispo, Luca Carboni |
| 18ª      | 2 luglio - 4 settembre 2017   | 8     | Giorgia Surina                    | Chiara, Enrico Ruggeri e i Decibel, Fabrizio Moro, Umberto Tozzi, Elodie, Ermal Meta, Marco Masini, Michele Bravi, Michele Zarrillo, Moreno, Thegiornalisti, Anna Tatangelo, Nina Zilli, The Kolors, Alessio Bernabei, Thomas, Bianca Atzei, Levante, Mario Venuti, Raf, Riki, Baby K, Alexia, Stadio, Fausto Leali, Alex Britti, Benji & Fede, Francesco Gabbani, Le Vibrazioni, Nek, Paola Turci, Raphael Gualazzi |
| 19ª      | 8 luglio - 1 settembre 2018   | 8     | Bianca Guaccero                   | Ermal Meta, Fabrizio Moro, Roby Facchinetti, Riccardo Fogli, Annalisa, Bianca Atzei, Vegas Jones, Shade, Mr. Rain, Timothy Cavicchini, The Kolors, Thomas, Anna Tatangelo, Elodie, Michele Bravi, Alessio Bernabei, Fausto leali, Enrico Ruggeri, I Decibel, Marco Masini, Emis Killa, Federica Carta, Virginio, Elettra Lamborghini, Alberto Fortis, Emma Muscat, Jerry Calà, lele, Alexia, Fred De Palma, Sonohra, Fabrizio Moro, Mihail, Enrico Nigiotti, Nesli, Ricchi e Poveri, I Collage, Dolcenera, Le Vibrazioni, paolo Belli, DearJack, Einar, Nomadi, Irama, Al Bano, Red Canzian, Ex Otago, Moreno, Benji & fede, Chiara Galliazzo, Il Volo.                                                                                   |
| 20ª      | 30 giugno - 7 settembre 2019  | 8     | Anna Safroncik                    | Nek, Benji & Fede, Shade, Lo Stato Sociale, Federica Carta, Bianca Atzei, Alessandro Casillo, Marcella Bella, Alessandro Quarta, Roby Facchinetti, Enrico Ruggeri, Emma Muscat e, Biondo, Arisa, Anna Tatangelo, Martina Attili, Sergio Silvestre, Virginio, Albert, Daniel & Astol, Matteo Markus Bok, Elya, Paola Turci, Alberto Urso, Mr. Rain, Pierdavide Carone, DearJack, Deborah Iurato, Soul System, Alvis, Paolo Belli, Fausto Leali, Irama, Elodie, Enrico Nigiotti, Emis Killa, Federica Abbate, Lorenzo Fragola, Chiara Galliazzo, Riccardo Fogli, Al Bano, Elettra Lamborghini, The Kolors, Alessio Bernabei, Leo Gassmann, Luna, Burak Yeter, Dolcenera, Ivana Spagna, Luca Carboni, Andrea Damante, Alexia, Neri per Caso. |